# Municipio de Dayton (condado de Saline)
El municipio de Dayton (en inglés: Dayton Township) es un municipio ubicado en el condado de Saline en el estado estadounidense de Kansas. En el año 2010 tenía una población de 115 habitantes y una densidad poblacional de 1,25 personas por km².

## Geografía
El municipio de Dayton se encuentra ubicado en las coordenadas 38°55′10″N 97°25′26″O / 38.91944, -97.42389. Según la Oficina del Censo de los Estados Unidos, el municipio tiene una superficie total de 91.93 km², de la cual 91,76 km² corresponden a tierra firme y (0,19 %) 0,18 km² es agua.

## Demografía
Según el censo de 2010, había 115 personas residiendo en el municipio de Dayton. La densidad de población era de 1,25 hab./km². De los 115 habitantes, el municipio de Dayton estaba compuesto por el 99,13 % blancos, el 0,87 % eran de otras razas. Del total de la población el 1,74 % eran hispanos o latinos de cualquier raza.